# Melamed

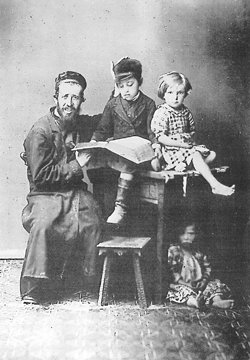
Un padre judío enseñando a un niño en la Podolia del.

Melamed (en hebreo: מלמד‎, Maestro) en tiempos bíblicos denotaba un maestro o instructor religioso en general (p. ej., en el Salmo 119:99 y Proverbios 5:13), pero que en el período talmúdico se aplicaba especialmente a un maestro de niños, y era seguido casi invariablemente por la palabra "tinokot" (niños). El equivalente arameo era "makre dardeke".
La comunidad elegía a los melamed, y había reglas para cuántos niños podían enseñar, así como para elegir y destituir a los candidatos. Estas regulaciones fueron ampliadas y aumentadas en el período post-talmúdico.

## Reglamento
Además de los maestros designados por la comunidad, había otros que eran contratados privadamente por los padres de los niños; por lo tanto, se hizo necesario definir con precisión los derechos y deberes mutuos de los hijos y de los padres.
Mientras daba instrucciones, al melamed no se le permitía hacer ningún otro trabajo. Si estaba enfermo y, por lo tanto, no podía enseñar durante un tiempo, se deducía de su salario tanto como hubieran costado las lecciones durante ese tiempo; pero si, por el contrario, el alumno estaba enfermo y no podía tomar sus lecciones, el melamed recibía el pago completo.
Al melamed no se le permitía castigar a sus alumnos con demasiada severidad; y tenía que enseñar tanto de día como parte de la noche. No puede dejar solos a sus alumnos, ni descuidar sus deberes; y se le exigió ser piadoso y comprender su vocación. Sólo un hombre casado puede ser melamed. Además de estas normas, muchas otras relativas a los melamed se dan en Yoreh De'ah, así como en Hoshen Mishpat, pero algunas de ellas no se observan en la actualidad.
El salario de un melamed era bajo, la mayoría de las veces. Muchos melameds vivieron una vida muy pobre.

## Tipos de tutores
Se hizo una distinción entre el melamed del pueblo, que fue contratado como tutor privado por un judío que vive en un pueblo, y el que enseña al niño en la casa de sus padres, y el melamed en un pueblo, que enseña en su propia casa, que sirve al mismo tiempo como salón de clases (ver Jéder).
Asimismo, se establece una distinción entre el "melamed dardeki" y el "melamed gemara". El primero enseñaba a niños de ambos sexos a leer y escribir hebreo, y también un capítulo o dos de cada lección semanal del Pentateuco, y generalmente tiene uno o más asistentes (en yiddish "behelfer" o belfer). La guemara melamed, por otro lado, enseña Biblia y Talmud a los niños y, cuando son mayores, también el Shulján Aruj.

## Uso del término
Entre los judíos de Europa del Este, la palabra "melamed" es sinónimo de respetado y "rov", y el término yiddish rebe se usa a menudo para referirse tanto a un melamed como a un rabino jasídico. Entre los caraítas, el término denota, como "rav" entre los rabinitas, "maestro" y "maestro", y se considera un título de honor. En consecuencia, hay entre los caraítas muchos eruditos que son llamados por el título "ha-melammed ha-gadol" (el gran maestro), o simplemente "ha-melammed" (el maestro; comp. Pinsker, "Liḳḳute Ḳadmoniyyot", Índice; Gottlober, "Biḳḳoret le-Toledot ha-Ḳara'im", págs. 195, 207, Wilna, 1865).